# Jedwabne
Jedwabne este un oraș în Polonia.